# Menas (patriarcha konstantynopolitański)
Menas, starogr.  Μηνάς (zm. 25 sierpnia 552) – patriarcha Konstantynopola  w latach 536–552, święty prawosławny.

## Życiorys
Pochodził z Aleksandrii, gdzie był najpierw prezbiterem a później kapelanem w hospicjum św. Samsona (zm. 530) w czasach panowania św. Justyniana (527–565). Po 518 r. został metropolitą Trapezuntu.
W 536 r. przebywający w Konstantynopolu św. Agapit (papież 535–536) powołał go na patriarchę konstantynopolitańskiego na miejsce Antymiusza (Antyma), usuniętego z urzędu z powodu głoszonego przezeń monofizytyzmu. Menas zwołał z tego powodu 2 maja 536 synod na którym wezwano Antyma do wyrzeczenia się heretyckich poglądów.  Antym nie stawił się na zebranie biskupów, w związku z czym został ekskomunikowany i pozbawiony godności kapłańskiej (zmarł jednak pojednany z Justynianem i z Rzymem).
W 543 roku Menas przewodniczył synodowi, na którym omawiano orygenizm.
Kilka lat później ekskomunika dotknęła również Menasa, którą nałożył nań papież Wigiliusz (537–555) za kompromitację w sprawie Trzech Rozdziałów (gr. Tría Kephálaia).
Św. Menas zmarł 25 sierpnia 552 pojednany z papiestwem.
Jego wspomnienie liturgiczne obchodzone jest w dzienną pamiątkę śmierci 25 sierpnia/7 września.